# Rhipidia (Rhipidia) gracilirama gracilirama
Rhipidia (Rhipidia) gracilirama gracilirama is een ondersoort van de tweevleugelige Rhipidia (Rhipidia) gracilirama uit de familie steltmuggen (Limoniidae). De ondersoort komt voor in het Neotropisch gebied.